# Генюшас, Римас
Римас Генюшас (лит. Rimas Geniušas; 28 августа 1920, Петроград — 1 февраля 2012, Вильнюс) ― литовский дирижёр, пианист и музыкальный педагог. народный артист Литовской ССР (1964).

## Биография
Учился в Каунасской консерватории у Балиса Дварионаса (фортепиано) и Михаила Букши (дирижирование), в 1949—1959 гг. стажировался в Ленинградской консерватории.
В 1945 году дебютировал в Каунасском музыкальном театре, продирижировав «Севильским цирюльником» Россини. В 1952—1996 гг. работал в Литовском театре оперы и балета в Вильнюсе, в 1958—1975 гг. и затем в 1991—1993 гг. главный дирижёр. Дирижировал премьерами балета Юлюса Юзелюнаса «На берегу моря» (1953), опер Витаутаса Кловы «Дочь» (1960) и Витаутаса Лаурушаса «Заблудившиеся птицы» (1967) и др. В 1973 г. впервые записал оперу Родиона Щедрина «Не только любовь» для фирмы «Мелодия».
В 1949—1999 гг. преподавал в Литовской консерватории, с 1975 г. заведовал кафедрой оперной подготовки. В 1982 получил звание профессора.
Лауреат Государственной премии Литовской ССР (1960), народный артист Литовской ССР (1964). Кавалер Ордена Великого князя Литовского Гядиминаса третьей степени (1996) и ордена «Знак Почёта» (1954).

## Семья
- Старший сын ― Пятрас Генюшас (р. 1961) — литовский пианист
- Младший сын ― Юлюс Генюшас (р. 1962) — литовский дирижёр.
- Внук ― Лукас Генюшас (р. 1990) ― российский пианист, серебряный медалист XV Международного конкурса имени П. И. Чайковского.